# COROT-9b

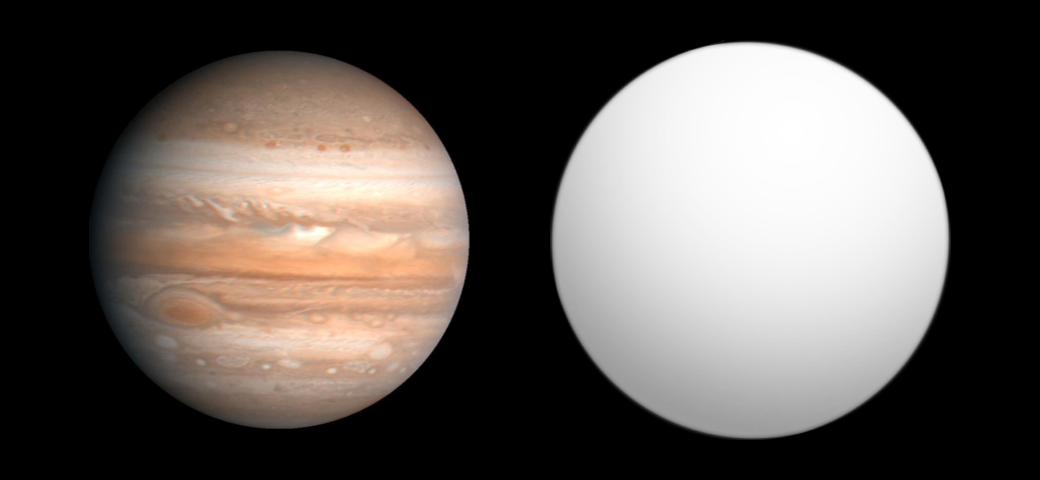
Comparação de COROT-9b com Júpiter

COROT-9b é um exoplaneta que orbita a estrela COROT-9 a 1500 anos-luz na constelação de Serpens, tendo sido anunciado como novo exoplaneta em 2010, através de observações que existiam desde 2008 pelo satélite CoRot, da Agência Espacial Francesa. Possui clima temperado (160°C a-20°C), é do tamanho de Júpiter e sua órbita é parecida com a de Mercúrio, durando 95 dias.